# Telesto (księżyc)
Telesto (Saturn XIII) – mały księżyc Saturna, odkryty przez B.A. Smitha, H. Reitsemę, S.M. Larsona oraz J.W. Fountaina w 1980 roku z naziemnego obserwatorium.
Jego nazwa pochodzi z mitologii greckiej – Telesto była jedną z Okeanid – córek tytanów Okeanosa i Tetydy.
Telesto porusza się po tej samej orbicie co dużo masywniejsza Tetyda, w punkcie Lagrange’a L4 na orbicie tego księżyca, jest więc tzw. księżycem trojańskim.